# Пашковский, Григорий Владимирович
Григорий Владимирович Пашковский — советский хозяйственный, государственный и политический деятель, Герой Социалистического Труда.

## Биография
Родился в 1913 году в Савранском районе Одесской области. Член КПСС.
С 1935 года по 1946 год — на военной службе. Участник Великой Отечественной войны,  авиамеханик 1-го гвардейского минно-торпедного авиационного полка военно-воздушных сил Краснознаменного Балтийского флота.
В 1946—1978 гг. — организатор сельскохозяйственного производства в Николаевской области, председатель колхоза «Украина» Веселиновского района Николаевской области. 
Указом Президиума Верховного Совета СССР от 23 июня 1966 года присвоено звание Героя Социалистического Труда с вручением ордена Ленина и золотой медали «Серп и Молот».
Умер в 1984 году.